# La Jard
La Jard település Franciaországban, Charente-Maritime megyében. Lakosainak száma 427 fő (2022. január 1.). La Jard Berneuil, Colombiers és Montils községekkel határos.

## Népesség
A település népességének változása:
| Lakosok száma | 237  | 198  | 259  | 295  | 369  | 415  | 422  | 427  | 429  | 427  |
|               | 1968 | 1982 | 1990 | 2006 | 2013 | 2015 | 2017 | 2019 | 2020 | 2022 |